# قطران زغال‌سنگ

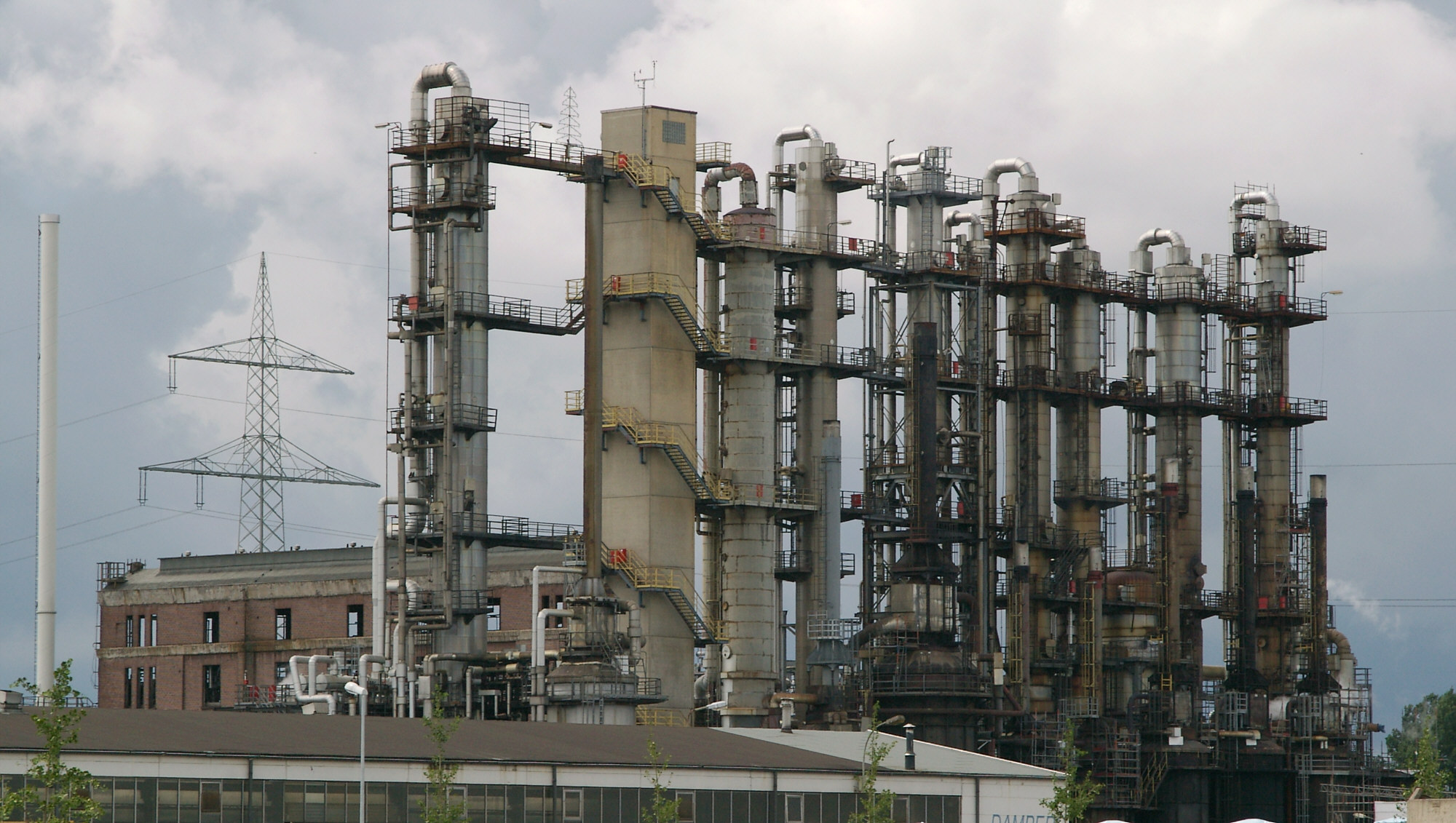
قطران

قطران مایع متراکمی که از تقطیر مواد کربندار بدست می‌آید. دو نوع از قطران یافت می‌شود:
۱- قطران زغال‌سنگ یا قطران معدنی که از تقطیر زغال‌سنگ به دست می‌آید.

۲- قطران گیاهی یا قطران چوب که از تقطیر خشک چوب گیاهی از تیره درختان کاج و صنوبر استخراج می‌کنند.
در ترکیب تمام قطران‌ها ترکیباتی که جزو عناصر ضدعفونی معطر هستند یافت می‌گردند و مهم‌ترین آن‌ها عبارتند از: فنول، کروزول، کره اوزت نفتالین، اکریلل، اسید استیک، تولوئن و دی اکسی بنزن.

## پیرولیز زغال‌سنگ
تمام انواع زغال سنگ‌ها بر اثر گرما تجزیه می‌شوند و بر حسب نوع آن‌ها و شرایط تجزیه (فشار و دما)، به مواد گوناگون تبدیل می‌شوند که کاربردهای صنعتی و تجاری مختلفی دارند. بیشتر انواع زغال‌سنگ‌ها، در دمای حدود ۱۰۰ درجه سانتی‌گراد رطوبت خود را از دست می‌دهند و تا دمای ۴۰۰ درجه سانتی‌گراد تجزیه می‌شوند و مقداری مواد روغنی و گازی شکل تولید می‌شود. با افزایش دما به میزان ۱ تا ۲ درجه سانتی‌گراد در هر دقیقه، تا دمای ۴۵ درجه سانتی‌گراد بیشترین مقدار محصولات بدست می‌آید که عمدتاً شامل قطران زغال‌سنگ است.
این مواد، ترکیبات گوناگون آروماتیکی مانند بنزن، تولوئن، گزیلن، فنل‌ها، نفتالین، فتانترن، آنتراسن و غیره را دربردارد و به روش تقطیر می‌توان آن‌ها را از یکدیگر جدا کرد، اما اگر دما به ۹۰۰ درجه برسد، قطران خود تجزیه می‌شود و از مقدار محصولات مفید کاسته می‌شود. مواد جامد حاصل از پیرولیز زغال‌سنگ عمدتاً شامل زغال کک (با توان گرمایی پایین و توان گرمایی بالا)، دوده (برای رنگدانه‌ها)، گرانیت (برای الکترودها)، کربن فعال و مواد ساختمانی است. به‌طور کلی، در فرایند پیرولیز حدود %۷۰ زغال‌سنگ به کک و %۵ آن به قطران تبدیل می‌شود.

## استفاده دارویی
رده درمانی: عوامل موضعی پوستی
اشکال دارویی: شامپو و صابون

### موارد مصرف
در درمان درماتیت سبوره‌ای (افزایش غدد چربی)، پسوریازیس، شوره سر و آکنه به کار می‌رود.

### مکانیسم اثر
این دارو از ترکیبات قطران تهیه می‌گردد و تجزیه‌کننده قسمت شاخی پوست و کراتوپلاستیک می‌باشد. این دارو هیپرپلازی پوست را در برخی از اختلالات پرولیفراتیو کاهش می‌دهد. به علاوه اثرات ضدعفونی کننده، ضد انگلی، ضد قارچی، ضد باکتریایی و کراتوپلاستیک در انسان گزارش شده‌است.

### عوارض جانبی
دارای بنزوپیرن سرطان زاست.